# Orobanche crenata
Orobanche crenata és l'espècie tipus del gènere de plantes paràsites Orobanche. És una planta paràsita d'altres plantes vives. Fa uns 50 cm d'alt (rarament 80 cm) i 1,2 cm d'amplada. Les seves bràctees fan de 15 a 25 mm de llargada i la seva forma és ovato-lanceolada. les inflorescències fan 20 (rarament 50) cm d'alt. El fruit és una càpsula de 10 a 12 mm de llarg. Està distribuïda pel sud d'Europa però ocasionalment es pot trobar a altres llocs. Parasita les lleguminoses i rarament altres plantes.